# Dubóviki
Dubóviki (en ucraniano: Дубовики, romanizado: Dubóvyky) es un pueblo ucraniano perteneciente al óblast de Dnipropetrovsk. Situado en el este del país, es parte del raión de Sinélnikove y centro del municipio (hromada) homónimo.

## Toponimia
El nombre del asentamiento en ruso es también Dubóviki (en ruso: Дубовики). 

## Geografía
Dubóviki se encuentra a orillas del río Suja Chaplina, 52 km al este de Sinélnikove y 97 km al este de Dnipró. 

## Historia
El pueblo fue fundado en el siglo XIX. 
En 1942, durante la Segunda Guerra Mundial, los nazis exterminaron a 200 pacientes del cercano hospital psiquiátrico regional de Vasilkivka en el pueblo. 
Hasta el 18 de julio de 2020, Dubóviki formaba parte del raión de Vasilkivka. El raión fue abolido en julio de 2020 como parte de la reforma administrativa de Ucrania, que redujo el número de raiones del óblast de Dnipropetrovsk a siete. El territorio del raión de Vasilkivka se fusionó con el raión de Sinélnikove.

## Demografía
Según el censo de 2001, la lengua materna de todos los habitantes, el 100%, es el ucraniano.